# Piotr Stolypine
Piotr Arkadievitch Stolypine (en russe : Пётр Арка́дьевич Столы́пин), né à Dresde le 2 avril 1862 (14 avril dans le calendrier grégorien), mort à Kiev le 5 septembre 1911 (18 septembre dans le calendrier grégorien), est un homme politique russe.
Il a été le Premier ministre de l'empereur Nicolas II de Russie du 8 juillet 1906 (21 juillet dans le calendrier grégorien) au 5 septembre 1911 (18 septembre dans le calendrier grégorien). Son action a consisté essentiellement à lutter contre les groupes révolutionnaires et mettre en place une réforme agraire. Il meurt assassiné par un révolutionnaire russe alors même que sa carrière politique est en déclin.
Stolypine espérait à travers ses réformes améliorer la condition paysanne notamment en créant une classe de petits propriétaires favorables à l'économie de marché. En calmant l'agitation des paysans, il souhaitait par ailleurs affermir la stabilité du régime. Il est généralement considéré comme un des derniers grands hommes d'État de l'Empire russe, avec un programme clairement défini et la détermination d'entreprendre des réformes importantes.

## Origine et famille
D'une famille noble provinciale qui possédait des biens dans le gouvernement de Grodno (aujourd’hui en Biélorussie), apparentée au général Souvorov, Stolypine se rattachait également, par son père, au poète Mikhaïl Lermontov, dont la grand-mère qui l'éleva était née Stolypine. La famille possédait le château de Serednikovo près de Moscou. Il reçut une bonne éducation, étudia l'agronomie à l’université impériale de Saint-Pétersbourg sous la direction de Mendeleïev puis entra au service de l’État, ce qui était une tradition familiale. En 1884, il épousa Olga Borissovna Neidhardt, ancienne fiancée de son frère aîné Mikhaïl, mort après un duel, et qui, sur son lit de mort, lui avait recommandé de s’occuper d’elle. Ils devaient avoir cinq filles et un fils.

## Parcours politique

### Débuts
En 1902, il fut nommé gouverneur de la province de Grodno puis en 1903 de Saratov et la manière énergique dont il parvint à maintenir l’ordre au cours de la Révolution de 1905, attirèrent sur lui l’attention de l'empereur. Stolypine est le premier gouverneur à utiliser des méthodes policières modernes contre ceux qui pourraient être suspectés d'implication dans les troubles. Il fut d'abord nommé ministre de l'Intérieur en mai 1906 par le Premier ministre Ivan Goremykine. Peu après, Nicolas II le choisit pour remplacer Goremykine.

### Premier ministre

#### Période de troubles

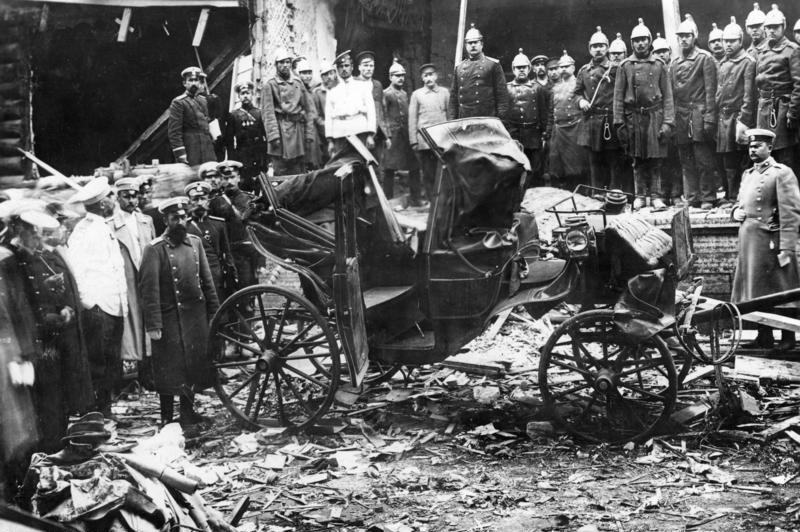
Attentat contre Stolypine, en août 1906.

Lors de sa nomination à la tête du gouvernement en 1906, la Russie était en proie à des troubles révolutionnaires et le mécontentement était grand dans la population. Des organisations socialistes (sociales-démocrates ou bolchéviques) et anarchistes (parfois nihilistes) menaient des campagnes contre l'autocratie et bénéficiaient d'un large soutien ; partout en Russie, les fonctionnaires de la police et les bureaucrates étaient assassinés. En août 1906, des terroristes déguisés en gendarmes lancent des porte-documents remplis d'explosifs dans sa datcha, située sur l'île d'Aptékarsky, à Saint-Pétersbourg ; l'explosion fit vingt-sept morts et de nombreux blessés, parmi lesquels le jeune fils de Stolypine et une de ses filles. Pour répondre à ces attaques, Stolypine constitua un système de tribunaux militaires qui permettait l'arrestation et le procès expéditif des civils dont la culpabilité relative à la commission de crimes particulièrement graves était manifeste. Si l'accusé était condamné à mort, la sentence était exécutée dans les vingt-quatre heures sans possibilité d'appel. Plus de 3 000 suspects furent ainsi condamnés et exécutés de 1906 à 1909 sous le système de Stolypine. On parla parfois de « terreur stolypienne » et le gibet reçut même le surnom de « cravate de Stolypine ».

#### Mesures libérales
En octobre 1906, Stolypine proposa à l'empereur des mesures d'un libéralisme prudent pour lever certaines restrictions qui pesaient sur les juifs, ; il y travailla pendant deux mois avec ses ministres avant de proposer les mesures au début de décembre. Le 10 décembre, Nicolas II lui répondit qu'il rejetait ses propositions en disant : « Jusqu'ici, ma conscience ne m'a jamais trompé. C'est pourquoi, encore une fois, j'ai l'intention de suivre ce qu'elle m'ordonne. » En insistant, Stolypine finit par arracher un consentement ; l'affaire fut renvoyée à la Douma, mais aucune des trois Doumas ne trouva le temps de l'examiner, et l'empereur se garda bien de les y obliger.

#### Confrontation avec la Douma
La Révolution de 1905 avait contraint Nicolas II à concéder, du bout des lèvres, la création d’un parlement, la Douma d'État de l'Empire russe. La première Douma (dite « Douma de la vindicte populaire ») loin de se montrer un docile instrument du pouvoir, ne manifestait aucune bonne volonté pour collaborer avec le gouvernement.
Stolypine fit dissoudre cette première Douma dès le 9 juillet 1906 (22 juillet dans le calendrier grégorien). Pour étouffer la contestation, il chercha à éliminer certaines causes du mécontentement de la paysannerie. C'est ainsi qu'il présenta ses propres réformes foncières. La plus importante de ces réformes permettait, par décret du 22 novembre 1906 aux paysans de quitter le mir, système traditionnel et archaïque de distribution locale des terres qui décourageait d'apporter des améliorations aux terres, l'auteur de l'amélioration n'étant pas assuré d'en bénéficier. En quittant le mir, le paysan pouvait devenir propriétaire, ce qui dans l'idée de Stolypine, le rendrait prospère et donc loyal. Plusieurs millions de paysans partirent ainsi coloniser la Sibérie. L'écrivain Alexandre Soljenitsyne remarque que le système de la commune était soutenu simultanément par de nombreuses forces, traditionnelle, romantique et slavophile de la noblesse et des religieux réactionnaires aussi bien que des gauchistes, associant commune et socialisme, accroissant la difficulté de la tâche. Les réformes de Stolypine améliorent la représentativité des gouvernements locaux, suppriment les interdictions pour les paysans de participer aux procédures judiciaires normales. Mais le succès de ces réformes fut mitigé.

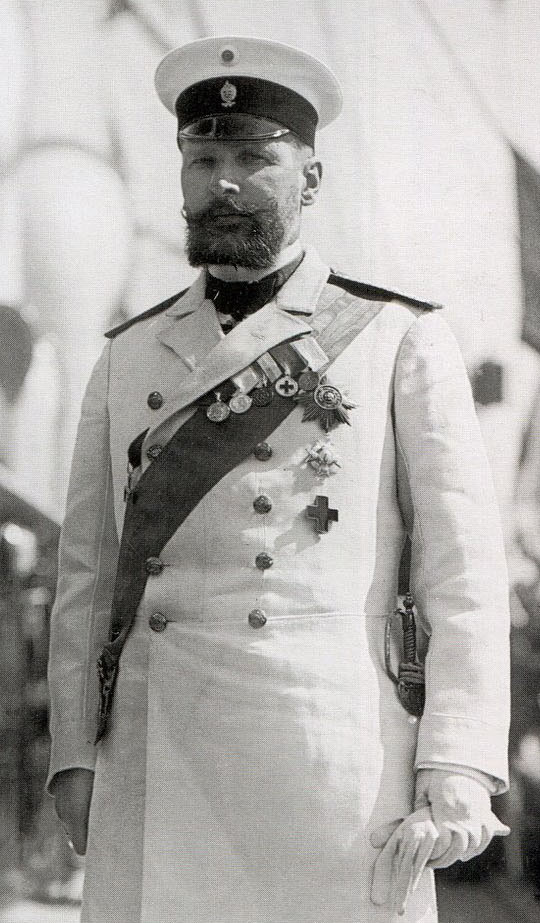
Piotr Stolypine, en 1910.

Stolypine essaya également d'améliorer la vie des ouvriers des villes et il s'efforça d'accroître le pouvoir des gouverneurs.
Les opinions sur l'œuvre de Stolypine sont divisées. Dans l'atmosphère de désordre qui régnait après la Révolution de 1905, il dut mater la révolte violente et l'anarchie. Sa réforme agraire contenait cependant beaucoup de promesses. Le mot de Stolypine que c'était un « pari sur la force » a été souvent dénaturé et de façon injuste. Stolypine et ses collaborateurs (au premier rang desquels il faudrait mentionner son ministre de l'agriculture Alexandre Krivocheïne (en) et l'agronome danois Andreï Andreïevitch Køfød (en)) essayèrent de donner au plus possible de paysans une chance de sortir de la pauvreté, en promouvant le remembrement, en offrant un système bancaire aux paysans, en encourageant l'émigration des régions occidentales surpeuplées vers les terres vierges du Kazakhstan et de la Sibérie du Sud.
Son but était de créer une classe de paysans riches modérés (les Koulaks), qui seraient des partisans de l'ordre dans la société. Comme la deuxième Douma ne se montrait pas mieux disposée que la première, Stolypine la fit dissoudre et, en juin 1907, il changea le mode d’élection pour essayer de rendre la Douma mieux disposée à accepter la législation proposée par le gouvernement.
Après la dissolution de la deuxième Douma en juin 1907, il modifia illégalement le système de vote pour favoriser la noblesse et les riches, en réduisant l'importance des classes inférieures. Selon Soljenitsyne, Stolypine prenait ainsi acte du manque d’éducation politique des paysans et ouvriers, qu'il estimait manipulés, et souhaitait donner plus de poids aux autres catégories. Une telle réforme influença les élections à la troisième Douma dont les membres, plus conservateurs, étaient plus disposés à coopérer avec le gouvernement. S'étant aliéné aussi bien la gauche que l'extrême droite, Stolypine parvient à gouverner avec le parti de droite modéré des octobristes jusqu'à ce qu'il obtienne de l'empereur qu'il suspende les chambres le temps d'ordonner l'extension des zemstvos aux régions polonaises de l'empire. La droite modérée dénonce alors ses violations répétées du système constitutionnel.
Au printemps 1911, Stolypine présenta un projet de loi dont le rejet entraîna sa démission. Il proposait d'étendre le système des zemstvos aux provinces du Sud-Ouest de la Russie. Il fut tout de suite critiqué et ne prévoyait que l'obtention d'une majorité étroite, mais les ennemis de ses partisans finirent par l'emporter. Après quoi il démissionna comme Premier ministre de la troisième Douma.
Lénine craignait que Stolypine pût réussir à aider la Russie à éviter une révolution violente. Beaucoup d'hommes politiques allemands redoutaient qu'une transformation économique réussie de la Russie sapât en une génération l'hégémonie allemande en Europe. Certains historiens[Qui ?] pensent que les dirigeants allemands en 1914 ont voulu provoquer une guerre contre la Russie tsariste, pour la vaincre avant qu'elle devînt trop puissante[réf. nécessaire]. Cependant, Nicolas II n'apportait pas à Stolypine un soutien sans réserve. En fait, sa position à la Cour était déjà sérieusement ébranlée lorsqu'il fut victime d'un attentat mortel. Selon l'historien Richard Pipes, « Au moment de son assassinat, il était déjà politiquement fini. Comme le dit Gouchkov, Stolypine était mort politiquement bien avant de mourir physiquement. »
Les réformes de Stolypine ne survécurent pas au tourbillon de la Première Guerre mondiale, de la Révolution russe et de la Guerre civile russe.

#### Assassinat

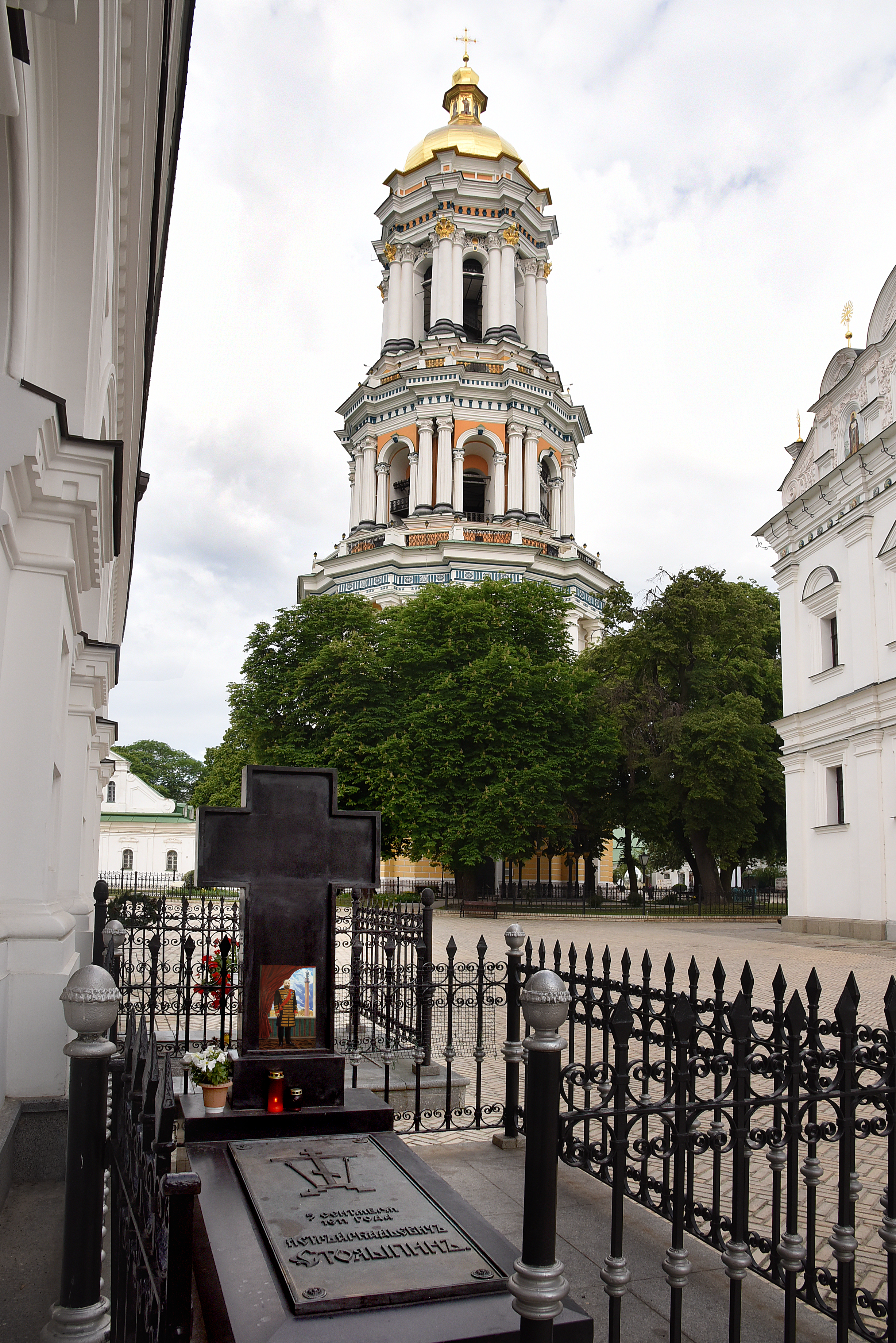
Tombe de Stolypine au monastère des Grottes à Kiev.

Le 1er septembre 1911 (14 septembre dans le calendrier grégorien), Stolypine, qui se déplaçait sans garde du corps, essuya deux coups de feu tirés par Dmitri Bogrov, un SR et indicateur de la police secrète Okhrana alors qu'il assistait à une représentation du Conte du tsar Saltan à l'opéra de Kiev en présence de l'empereur et de deux grandes-duchesses. Il mourut quatre jours plus tard. Il est inhumé dans la laure des Grottes de Kiev.
Bogrov put se servir de ses contacts policiers pour entrer dans l'opéra et approcher Stolypine. L'hypothèse d'une manigance de l'Okhrana fut donc envisagée. Par ailleurs, Bogrov était juif alors que le régime tsariste affichait un antisémitisme sans complexe, ce qui a pu jouer dans les motivations de l'assassin bien que Stolypine lui-même ne fût pas antisémite. Il est pendu dix jours après l'assassinat.

## Postérité
Son nom est donné à l'université agricole nationale d'Omsk.
Il reste associé à des objets de la vie quotidienne dans la langue russe de la période soviétique. L’écrivain Varlam Chalamov, dans ses Récits de la Kolyma, mentionne ainsi trois objets issus de ses réformes sur la sécurité intérieure, l'agriculture et les transports :
« Il y avait eu
- la « cravate Stolypine » : la potence ;
- la « ferme Stolypine » : la réforme agraire de Stolypine entrée dans l'histoire ;
- mais tout le monde parle des « wagons stolypine », avec la conviction qu'il s'agit d'un wagon grillagé pour détenus, d'un wagon spécial pour le transfert des prisonniers. En réalité, les derniers « stolypines », fabriqués en 1905, le gouvernement les a usés pendant la guerre civile. Il n'y en a plus depuis longtemps. Maintenant, on donne le nom de Stolypine à n'importe quel wagon muni de grilles[15]. »

En face du Café Semadeni  Kiev, il y eut entre 1913 et mars 1917 un monument à la mémoire de Piotr Stolypine. Une hypothèse est que « le café Semadeni était situé à proximité de la bourse de Kiev et jouissait du statut de "bourse informelle" où de nombreux commerçants juifs avaient l'habitude de se réunir. Pour les nationalistes russes, qui luttaient pour que le commerce russe fasse contrepoids au capital commercial juif, ce choix signifiait une présence symbolique du nationalisme russe dans le commerce et les échanges » En 1917, le monument fut démantelé, « la statue de Stolypine étant "pendue" sur un échafaudage spécialement construit : il s'agissait d'une vengeance symbolique pour la persécution et l'exécution des révolutionnaires en 1906-1907 ».

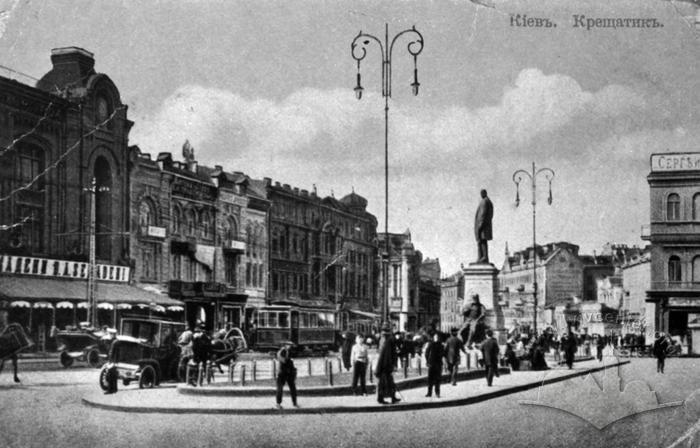
Le monument en mémoire de Piotr Stolypine en face du Café Semadeni, à gauche
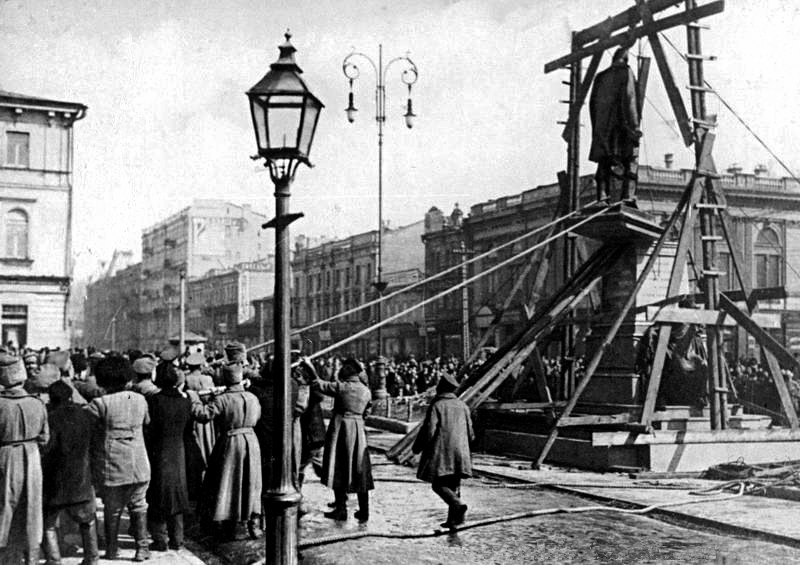
Destruction du monument en 1917

## Bibliographie

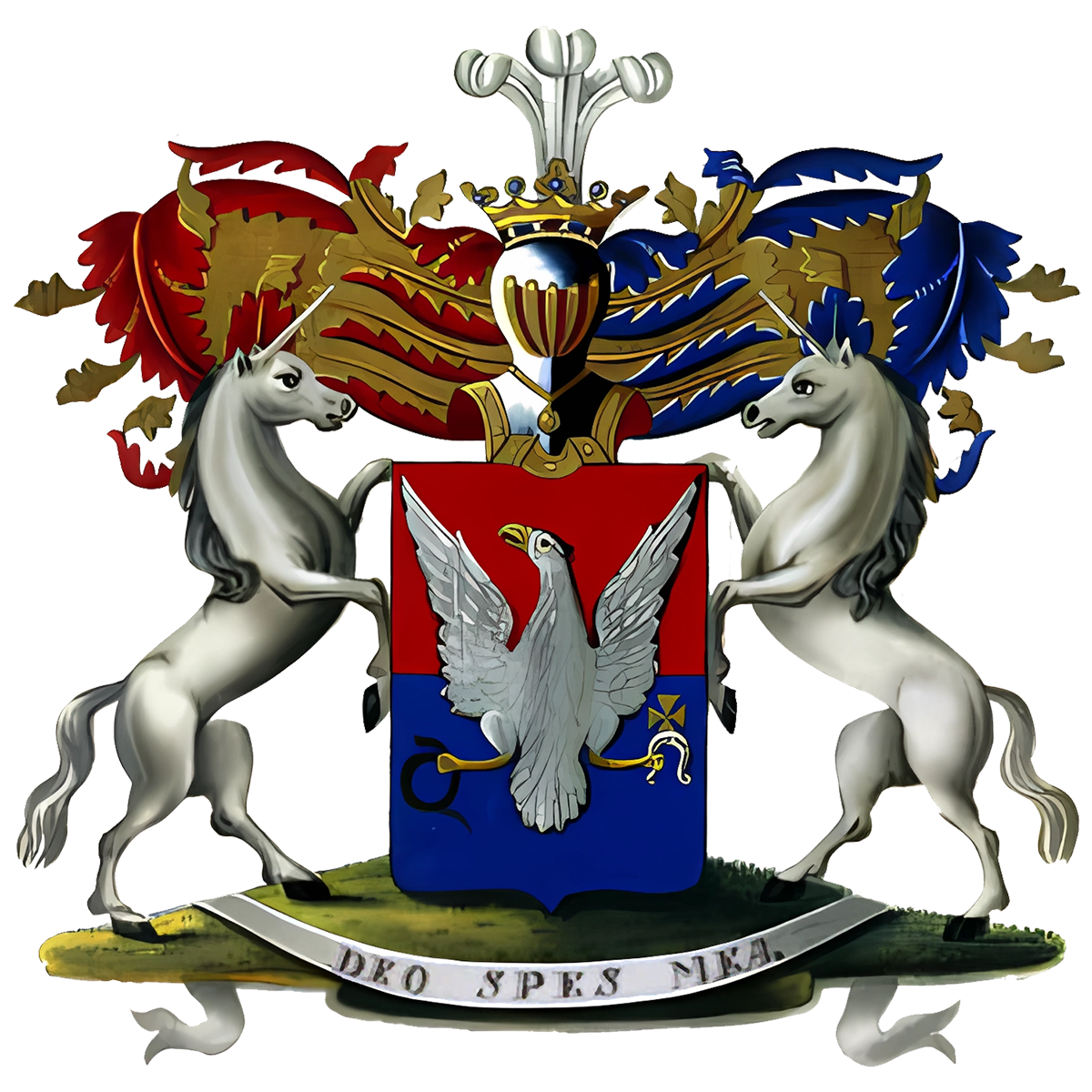
Blason des Stolypine avec la devise en latin En Dieu mon espérance